# Síndrome d'adaptació a l'espai

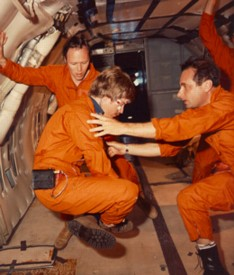
Astronautes de la NASA aclimatant-se ells mateixos a la síndrome d'adaptació espacial en un avió KC-135 que vola realitzant arcs parabòlics per crear breus períodes d'ingravidesa

La síndrome d'adaptació a l'espai (o en anglès Space adaptation syndrome, SAS), o també malaltia espacial, és una condició experimentada per al voltant de la meitat dels viatgers espacials durant l'adaptació a la ingravidesa. Es relaciona amb el mareig del viatger, ja que el sistema vestibular s'adapta a la ingravidesa.

## Causa i solució
La mal del moviment de l'espai és causat pels canvis en les forces G, que afecten l'orientació espacial en els éssers humans. Segons Science Daily, "la gravetat té un paper important en la nostra orientació espacial. Els canvis en les forces gravitacionals, com la transició a la ingravidesa durant un viatge espacial, influeixen en la nostra orientació espacial i requereixen una adaptació com molts dels processos fisiològics en què el nostre sistema d'equilibri hi té relació. Mentre aquesta adaptació és incompleta, això pot ser traduït en mareig (nàusees), il·lusions visuals i desorientació." Una comprensió de la malaltia del moviment és que la nàusea és una adaptació evolutiva prosupervivència, ja que l'estimulació sensorial d'un entorn d'acceleració inadaptada alta que el cos no està acostumat és reconeguda pel cervell i és similar a la del conflicte sensorial de menjar una planta verinosa, en què el cas del vòmit és una reacció útil.
Els moderns medicaments contra el mareig poden combatre la malaltia espacial, però poques vegades s'utilitzen, ja que es considera millor permetre als viatgers espacials que s'adaptin naturalment, durant el primer dia o dos, a patir la somnolència i altres efectes secundaris de la medicació. No obstant això, els pegats transdèrmics de dimenhidrinat contra les nàusees s'utilitzen normalment quan s'usen els vestits espacials, perquè vomitar en un vestit espacial podria ser fatal. Els vestits espacials són generalment usats durant l'enlairament i l'aterratge, pels tripulants de la NASA, i sempre en activitats extravehiculars (EVA). Les EVA, conseqüentment, no són en general previstes per als primers dies de la missió, per a permetre a la tripulació l'adaptació i pegats transdèrmics de dimenhidrinat que s'utilitzen normalment com una mesura de seguretat addicional.

## Història
El mal de l'espai era efectivament desconegut durant els primers vols espacials, ja que es van dur a terme en condicions molt curtes, sinó que sembla agreujar-se en ser capaç de moure's lliurement i, per tant, és més comú en les grans naus espacials.
Igual que amb el mareig i malestar en cotxe, els símptomes espacials poden variar de lleus nàusees i desorientació, vòmits i malestars intensos a mals de cap, i les nàusees solen presentar-se en diversos graus. Al voltant de la meitat dels pacients experimenten símptomes lleus, i només al voltant del 10% el pateix severament. La reacció més extrema registrada fins ara era el que sentia el senador Jake Garn el 1985. Després del vol, els astronautes de la NASA van començar a utilitzar la informal "escala Garn" per a mesurar les reaccions a la malaltia espacial. En la majoria dels casos, els símptomes duren de 2-4 dies. En una entrevista amb Carol Butler, quan se li va preguntar sobre els orígens del "Garn", Robert E. Stevenson va ser citat dient: 
| «                      | Jake Garn estava malalt, estava bastant malalt. No sé si hauríem d'explicar històries com aquestes. Però, de tota manera, Jake Garn ha fet una marca en el cos d'astronautes, perquè representa el màxim nivell de malaltia espacial a què ningú mai podrà arribar, de manera que la marca de ser totalment malalt i totalment incompetent és un Garn. La majoria dels nois tenen una dècima Garn, si és alt. I dins del cos d'astronautes, ell sempre serà recordat per això. | » |
| — Robert E. Stevenson. | |   |